# Hemicytherura scutellata
Hemicytherura scutellata is een mosselkreeftjessoort uit de familie van de Cytheruridae. De wetenschappelijke naam van de soort is voor het eerst geldig gepubliceerd in 1890 door Brady.